# Helene Söderlund
Birgitta Helene Söderlund, född 9 maj 1987 i Tierp i Uppland, är en svensk skidorienterare. Idag tävlar hon för IFK Mora. Hennes moderklubb i skidor är Tierps IF och i orientering Tierps SOK. Vid 2009 års världsmästerskap ingick hon tillsammans med Josefine Engström och Marie Ohlsson i det svenska lag som vann guld i damstafetten.
Helene var kranskulla på Vasaloppet 2010. Under säsongen 2011/2012 gick från skidorientering till att satsa helhjärtat på längdskidor.
Hon är bosatt i Falun och är sambo med elitorienteraren Anton Östlin.

### Fotnoter
1. 1 2  ”Birgitta Helene Söderlund”. Birthday.se. http://www.birthday.se/person/ad2778f6-5bbd-faaa-fc68-79a7a34cba0b. Läst 12 juli 2013.
2. ↑  ”Ski-WOC2009 World Ski Orienteering Championships” (på engelska). Rusutsu 2009. 28 maj 2009. http://www.orienteering.or.jp/swoc2009/en/. Läst 8 mars 2009.
3. ↑  ”Helene första kranskullan från Tierp”. Arbetarbladet.se. 26 februari 2010. Arkiverad från originalet den 1 mars 2010. https://web.archive.org/web/20100301121707/http://arbetarbladet.se/nyheter/tierp/1.1844214-helene-forsta-kranskullan-fran-tierp. Läst 12 juli 2013.
4. ↑  ”Reportage: Helene Söderlund”. Ifkmorask.se. 16 december 2011. Arkiverad från originalet den 4 mars 2016. https://web.archive.org/web/20160304110038/http://www.ifkmorask.se/reportage-helene-soderlund/. Läst 12 juli 2013.